# Bayou Country
Bayou Country is een album uit 1969 van de Amerikaanse rockband Creedence Clearwater Revival. Het is het tweede album van de band en is de opvolger van Creedence Clearwater Revival (1968). Het is het eerste van drie albums die de band in 1969 uitbracht. 

## Muziek
Alle nummers zijn geschreven door John Fogerty behalve Good Golly Miss Molly (van Robert Blackwell en John Marascalco). Dat nummer is een succes geworden door de rock ’n roll zanger Little Richard (in 1958) dat ook onder anderen uitgebracht is door Jerry Lee Lewis, Gene Vincent en  Status Quo. 
De grootste hit die het album voortbracht is het later door Ike & Tina Turner in 1971 gecoverde Proud Mary. Van dat nummer zijn ruim 200 covers gemaakt, waaronder door Elvis Presley, Solomon Burke, Tommie Roe en vertalingen in het Tsjechisch, Deens, Fins, Zweeds, Italiaans en Frans (Rouler sous la rivière van Johnny Hallyday).

## Tracks

#### A-kant
1. "Born on the Bayou" - (John Fogerty) - 5:16
2. "Bootleg" - (John Fogerty) - 3:03
3. "Graveyard Train"- (John Fogerty) - 8:37

#### B-kant
1. "Good golly Miss Molly" - (Robert Blackwell, John Marascalco) - 2:44
2. "Penthouse Pauper" - (John Fogerty)- 3:39
3. "Proud Mary" - (John Fogerty) - 3:09
4. "Keep on Chooglin'" - (John Fogerty) - 7:43

## Muzikanten
- John Fogerty - leadgitaar, piano, saxofoon, mondharmonica, zang, producer, arrangeur
- Tom Fogerty - slaggitaar, achtergrondzang
- Stu Cook - basgitaar
- Doug Clifford - drums

## Album
Dit album is in 1969 verschenen op Vinyl (LP) en Cassette. Vanaf 1986 is het ook verkrijgbaar op Compact Disc (cd). Het album is geremasterd in 1999.
Op de voorkant van de hoes staat een (vage) foto van de band. Op de binnenhoes staan portretfoto's van de vier bandleden. Op de achterzijde staat vaag gedrukt (geel met een bruine achtergrond) de naam van de band. De foto's zijn gemaakt door Basul Parik en Malcolm Baker.

## Ontvangst
Dit album is over het algemeen goed ontvangen. Het kwam op # 7 in de Amerikaanse albumlijst Billboard 200 en op # 62 in de Britse charts. De single Proud Mary kwam op # 2 in de Billboard hot 100. Het nummer bereikte # 8 in Engeland en in Nederland. 
Proud Mary kwam in de versie van Ike en Tina Turner # 6 in de Nederlandse Top 40 en stond in 2017 op # 250 in de Radio 2 Top 2000. De oorspronkelijke uitvoering van Creedence Clearwater Revival stond in 2017 op plaats # 1075 in de Radio 2 Top 2000. 